# Hofje van Mevrouw van Aerden

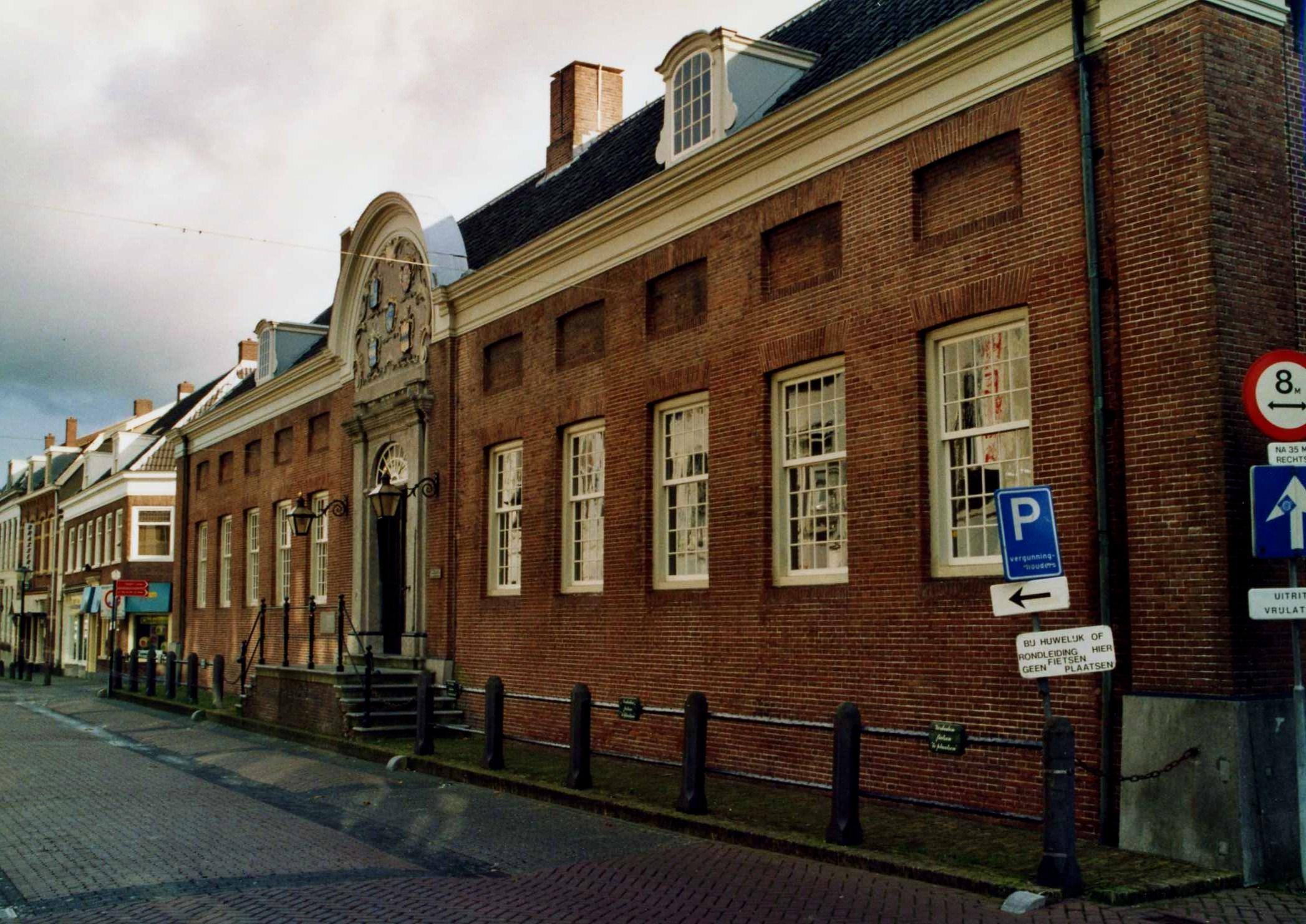
Straßenansicht

Hofje van Mevrouw van Aerden ist ein niederländisches Kunstmuseum und Rijksmonument in Leerdam in der Gemeinde Vijfheerenlanden.

## Geschichte und heutige Nutzung
Gegründet von Maria Ponderus (verheiratete van Aerden) (1672–1764), sollte das Hofje aus ihrer oder der Familie ihres Mannes stammenden mittellosen weiblichen Verwandten, die die Verwandtschaftsbeziehung nachweisen konnten, kostenlosen Wohnraum bieten. Für unbelegte Wohnplätze wurden auch Nicht-Familienmitglieder akzeptiert. Maria van Aerden bestimmte, dass das Hofje immer von „unverheirateten Damen mit ‚tadellosem‘ Benehmen und protestantischer Herkunft“ bewohnt werden sollte. Dazu verfügte sie testamentarisch, dass nach ihrem Tod eine Stiftung gegründet werden sollte. 1764 wurde die Stichting Familie Vrouwenhofje Eigentümerin des Hofje. Das Frauenhaus für elf Frauen wurde am 1. November 1773 eröffnet. Durch Miet- und Zinseinkünfte aus Weideland und Ländereien wurde das Hofje unterhalten, und die Frauen wurden mit einer kleinen regelmäßigen Geldsumme sowie Torf-Brennstoff bedacht. Das Hofgebäude wurde 1860 modernisiert und 1875 und 1881 auf fünfzehn Wohnungen erweitert. Das Kriterium der Konfession und Verwandtschaft gilt für die heutigen Bewohnerinnen nicht mehr. Die zehn alleinstehenden Frauen leben in Wohneinheiten von jeweils ca. 50 Quadratmetern. Da das Hofje nicht mehr aus dem Nachlass finanziert wird, zahlen sie Miete.

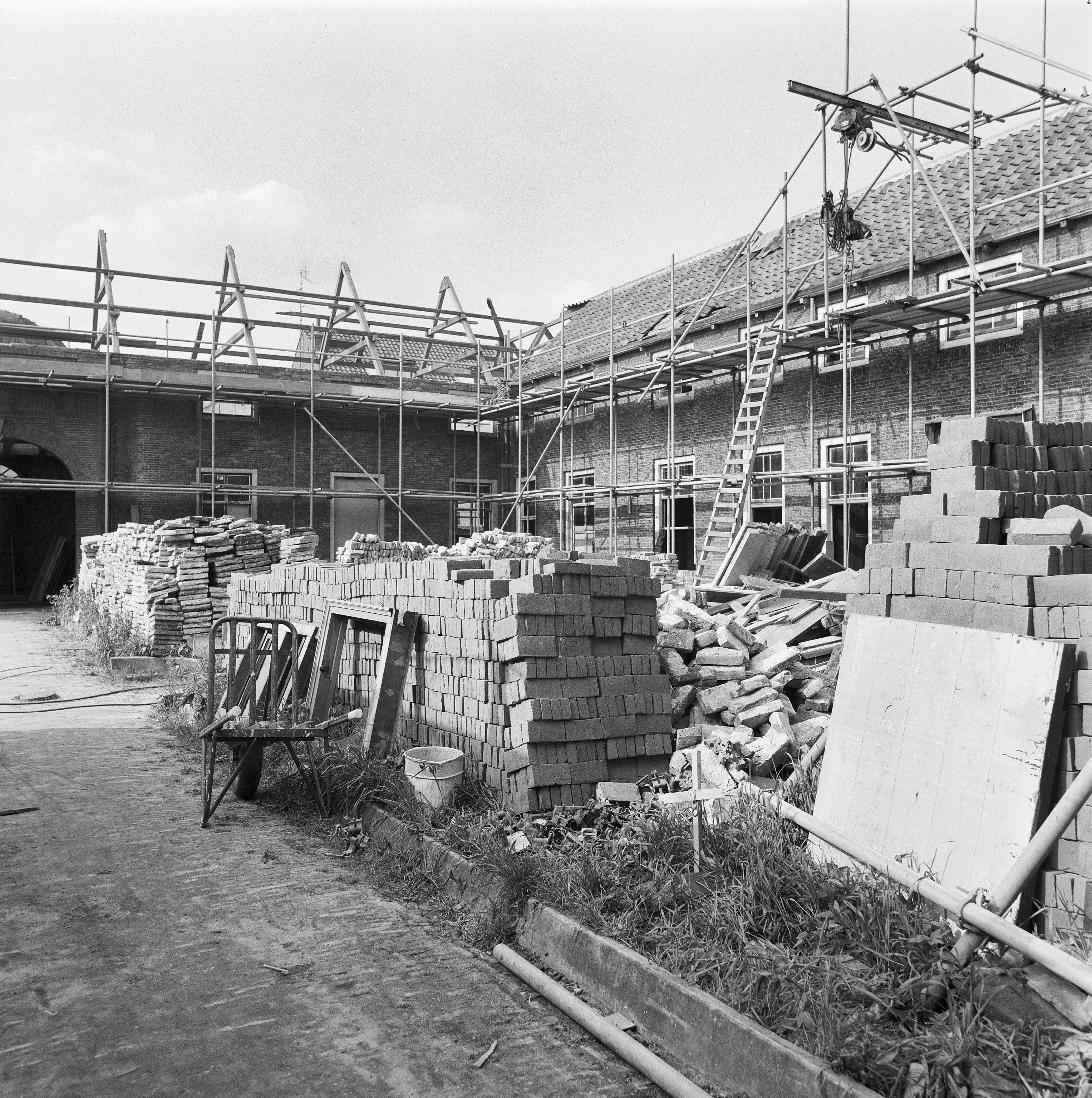
Renovierung, 1975
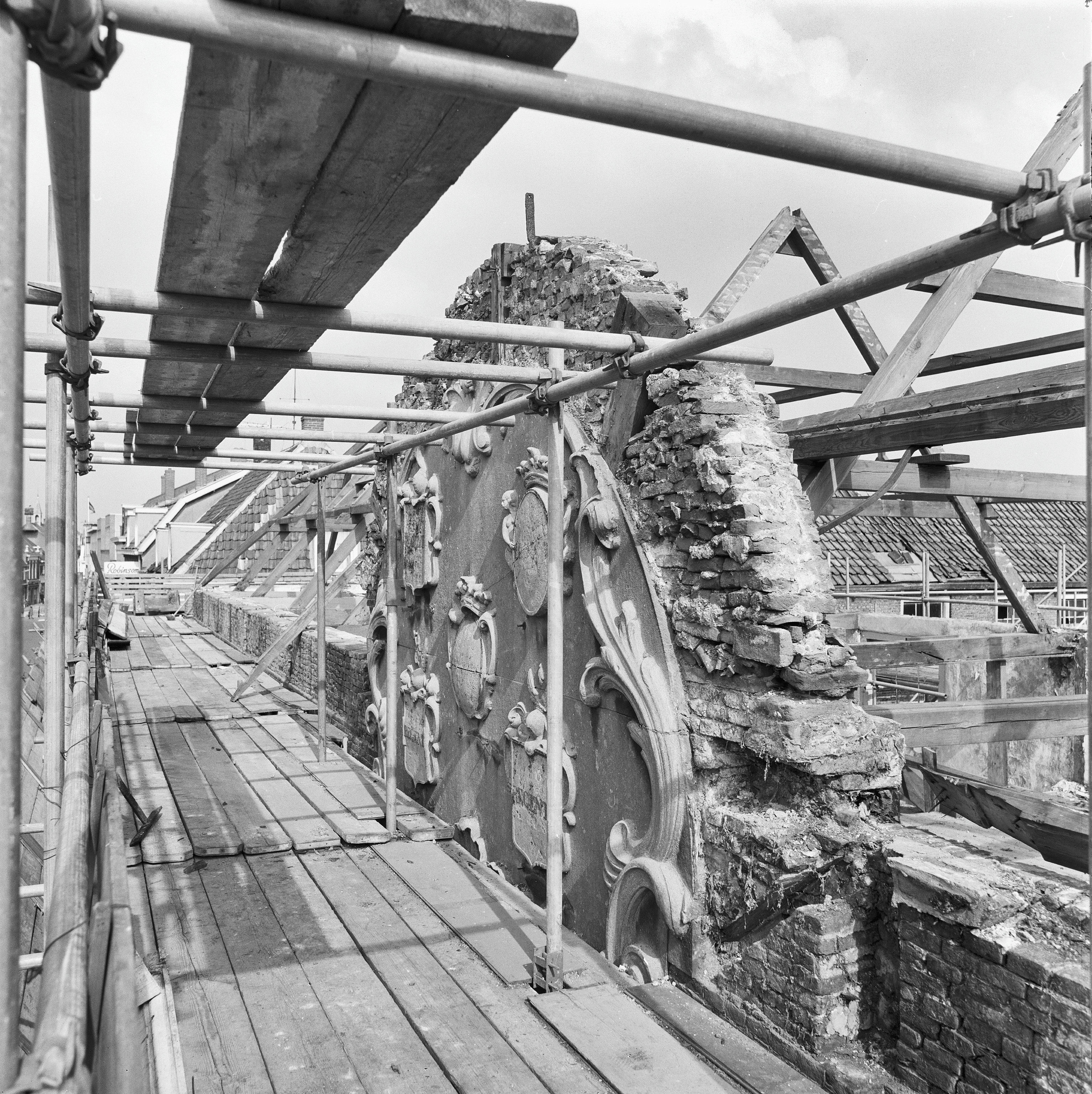
Renovierung Vorderfront, 1975

Im Hofje van Mevrouw van Aerden befindet sich außerdem seit der umfassenden Restaurierung in den Jahren 1974 bis 1976 im Gebäude an der Straßenseite der Ratssaal und das städtische Trauzimmer von Leerdam. Die gegenüber liegende „Regentenkamer“ dient als Museum für Pieter van Aerdens Gemäldesammlung mit Werken aus dem 17. Jahrhundert. Wie von Maria van Aerden im Testament festgelegt, setzen sich die „Regenten“ genannten Stiftungsvorstände bis heute aus Angehörigen der Familie zusammen und halten ihre Sitzungen in der „Regentenkamer“ ab. Im ehemaligen Ratssaal des Hofje finden regelmäßig Hauskonzerte statt.

## Gebäude und Gärten

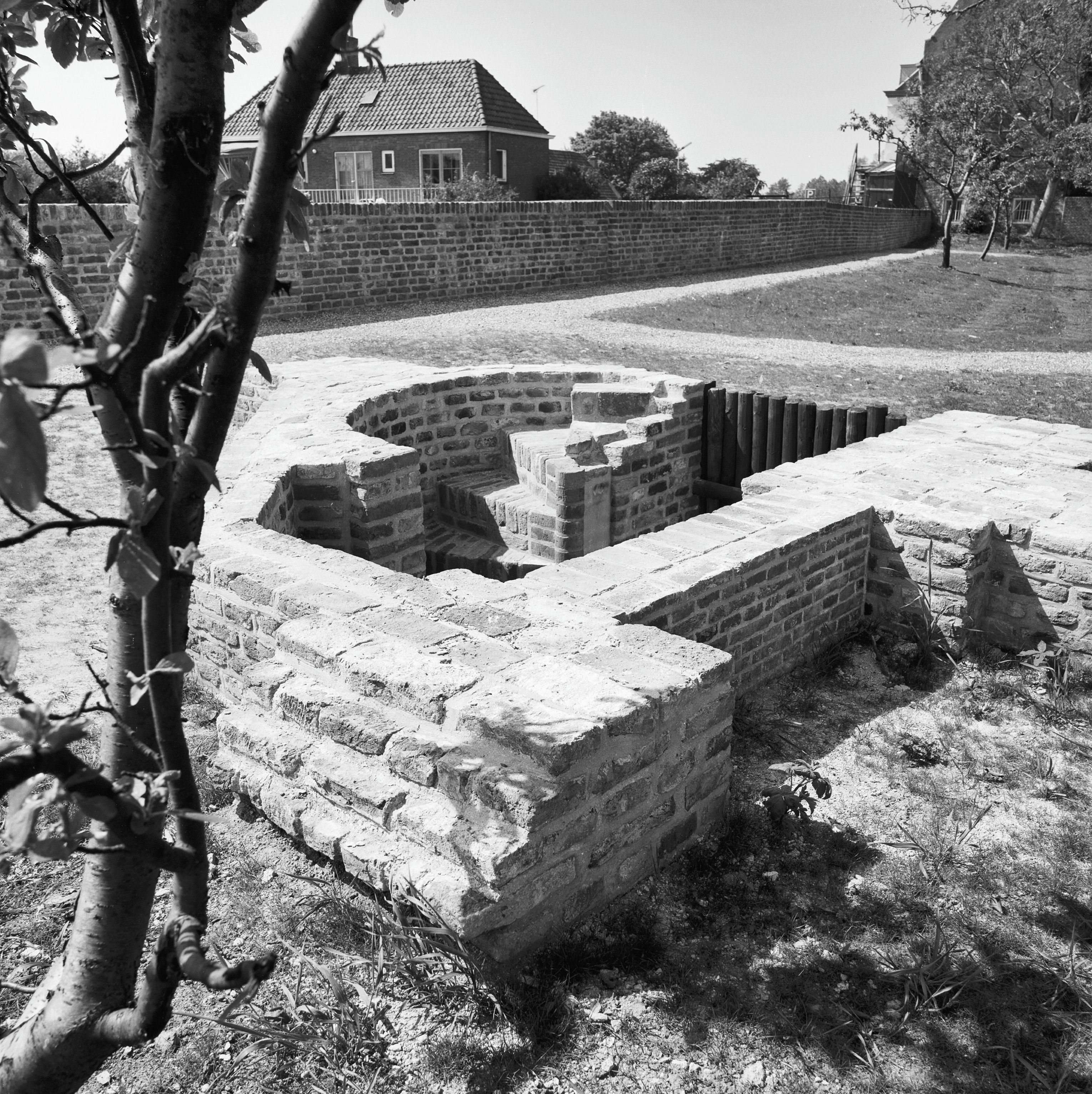
Überreste der Burg Leerdam
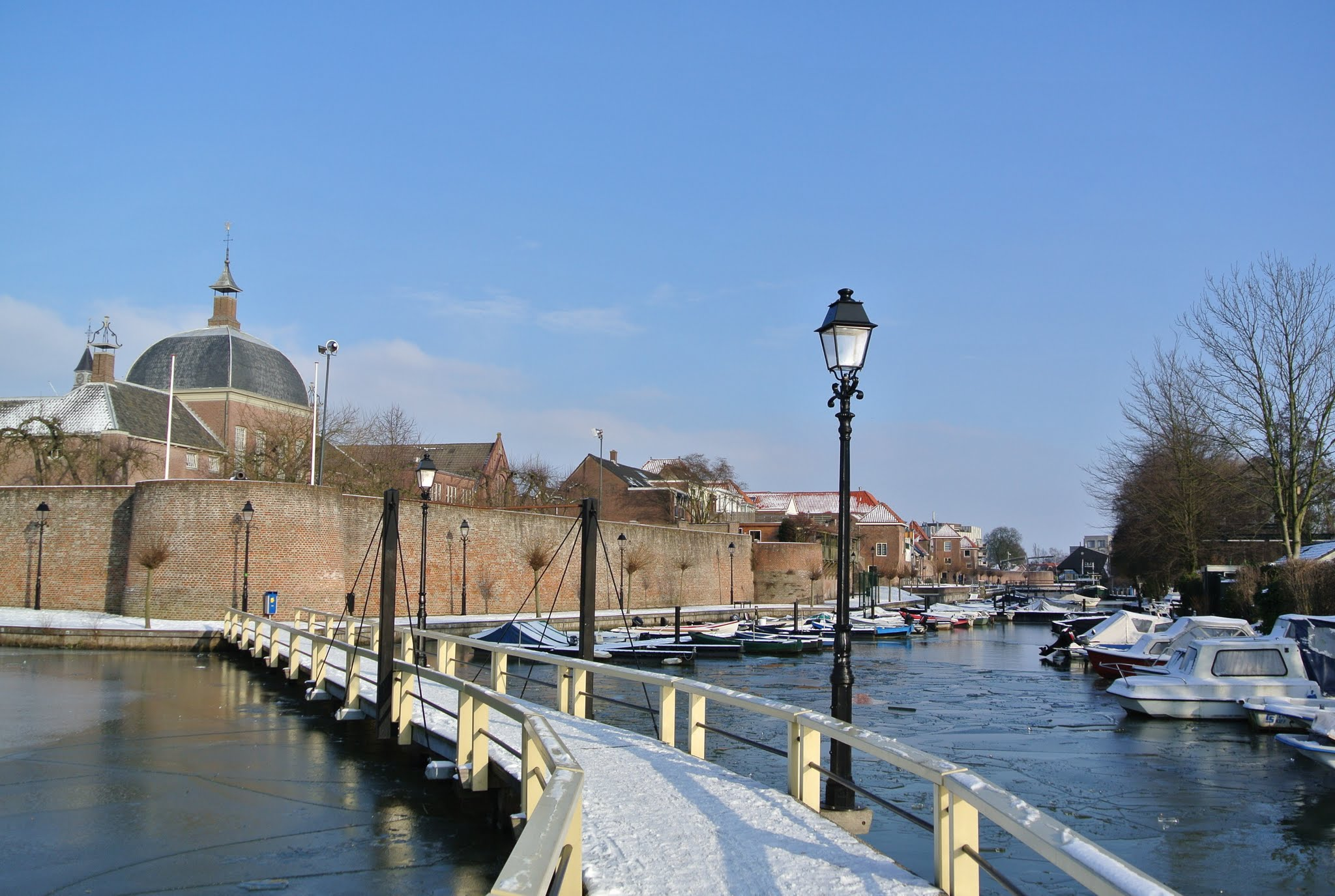
Alte Stadtmauern

Das Hofje nach Plänen von C. P. Timmermans ist eine aus vier Flügeln bestehende Wohnanlage, die um einen zentralen Hof angelegt ist. Der Hof mit annähernd quadratischem Grundriss von 131 Fuß Länge und 105 Fuß Breite (etwa 40 mal 32 Meter) wurde zwischen 1770 und 1772 auf dem Standort des ehemaligen Schlosses Leerdam errichtet, das 1574 im Achtzigjährigen Krieg von spanischen Truppen zerstört wurde. Überreste des Leerdamer Schlosses im Obst- und Nussgarten an der Südwestseite wurden sichtbar gelassen. Der Rest des Gebäudes liegt 60 cm unter dem Bodenniveau. Das Hofje ist von den anliegenden Häusern und Anlagen durch Mauern abgegrenzt. Die Mauer, die den Nutzgarten von der dahinter strömenden Linge trennt, gehörte zur alten Stadtmauer von Leerdam.

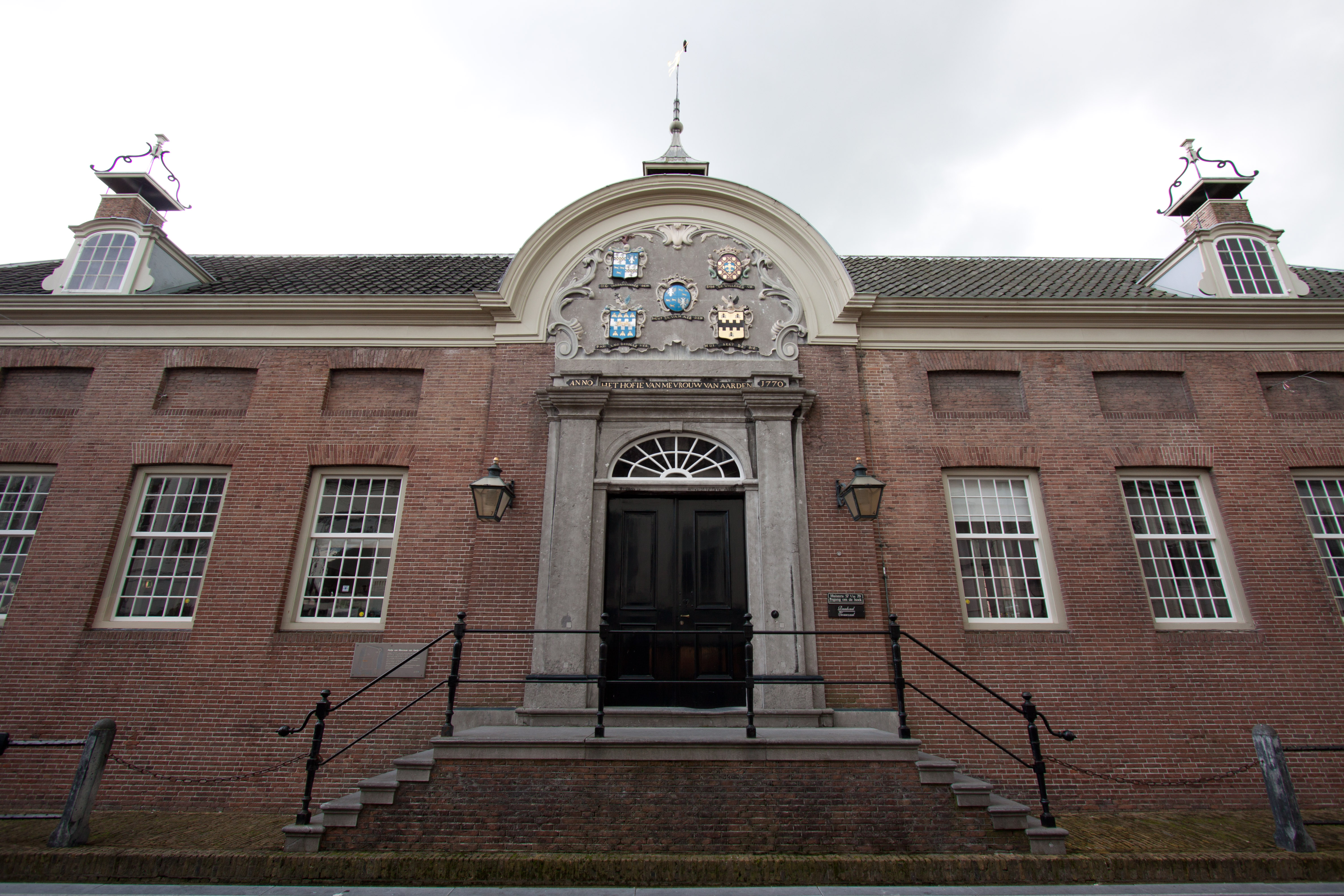
Vorderfront

Die zur Kerkstraat liegende Vorderfront weist einen gemauerten Formgiebel auf, dessen Mittelteil aus Belgisch Granit einen segmentförmigen Giebel im Stil von Louis XV mit den Wappen der Stifterin und der ersten Regenten trägt. Eine fünfstufige doppelte Freitreppe führt zum Haupteingang. Der Türrahmen ist beidseitig von Pilastern eingefasst. Gegenüber befindet sich ein Flügel mit einem zentralen Pavillon mit hohem Kuppeldach und doppelreihiger Treppe. Das dort gelegene Regentenzimmer mit Kamin und seine Zimmerdecke ist umlaufend mit Stuckelementen gestaltet, die Tür mit Zierrahmen und Oberlicht im Rokokostil gehalten. Die Häuser haben Walmdächer, auf denen Schornsteine mit geschmiedeten Ornamenten und an der Vorderseite Dachfenster mit Segmentkronen und Fensterflügeln angebracht sind.
Die Gebäude umschließen einen großen bepflanzten Innenhof. Im Inneren Garten, der im französischen Stil angelegt wurde, konnten früher die Bewohnerinnen auf den vier Rasenflächen ihre Wäsche zum Bleichen auslegen. Der Äußere Garten wurde als Nutzgarten angelegt. Er umfasst einen Obstgarten mit Obst- und Nussbäumen sowie den Küchen- und Kräutergarten mit alten Gemüsesorten wie Pastinaken, Kardone, verschiedene Arten von Kleinobst und Heilkräutern.
Das Hofje wurde 1966 unter der Monumentnummer 24041 als Rijksmonument in das Verzeichnis nationaler Baudenkmale der Niederlande aufgenommen, ebenso die Mauer zum Nutzgarten als Teil der alten Stadtbefestigung mit der Monumentnummer 24061.

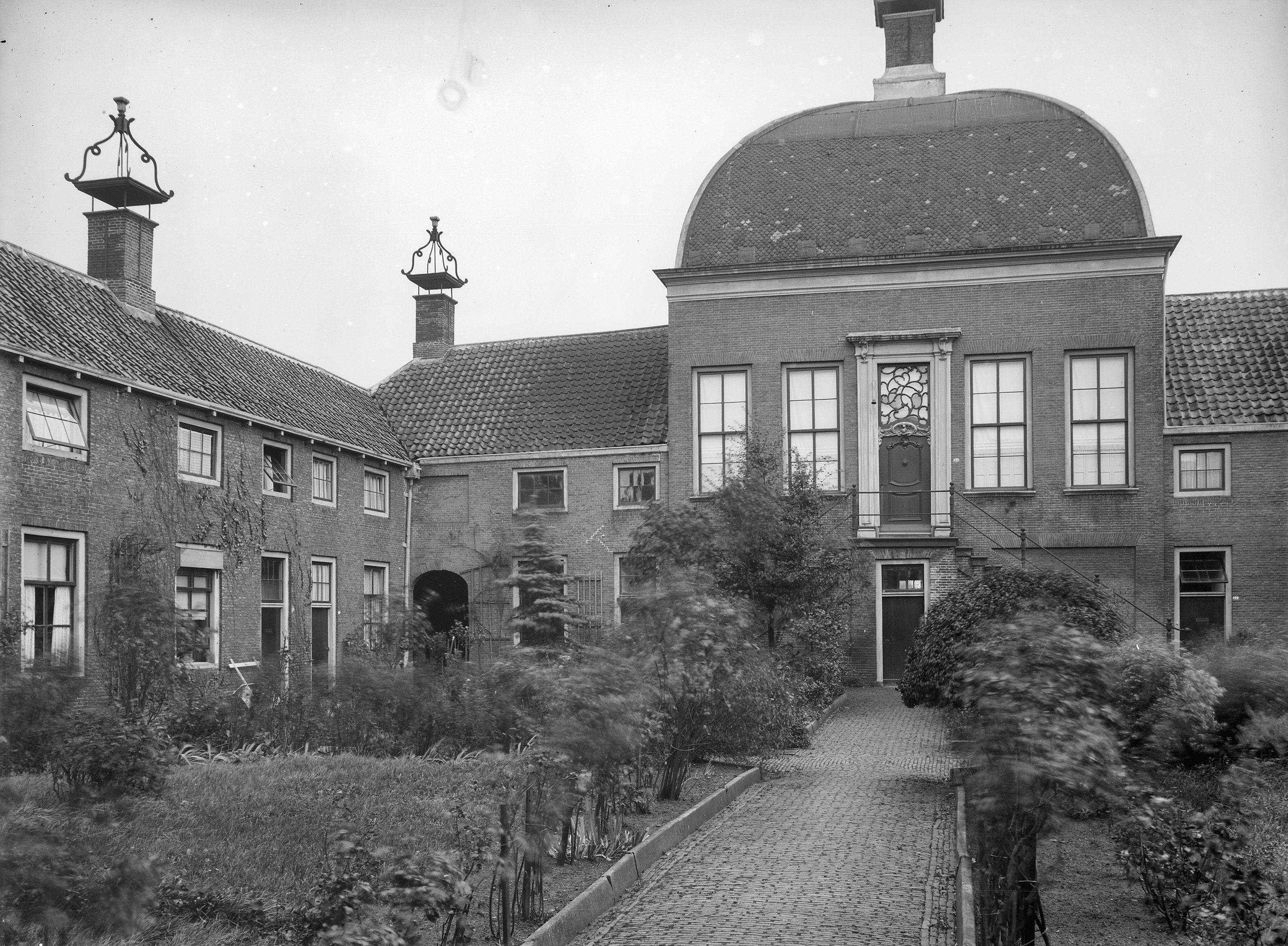
Innenhof, 1923
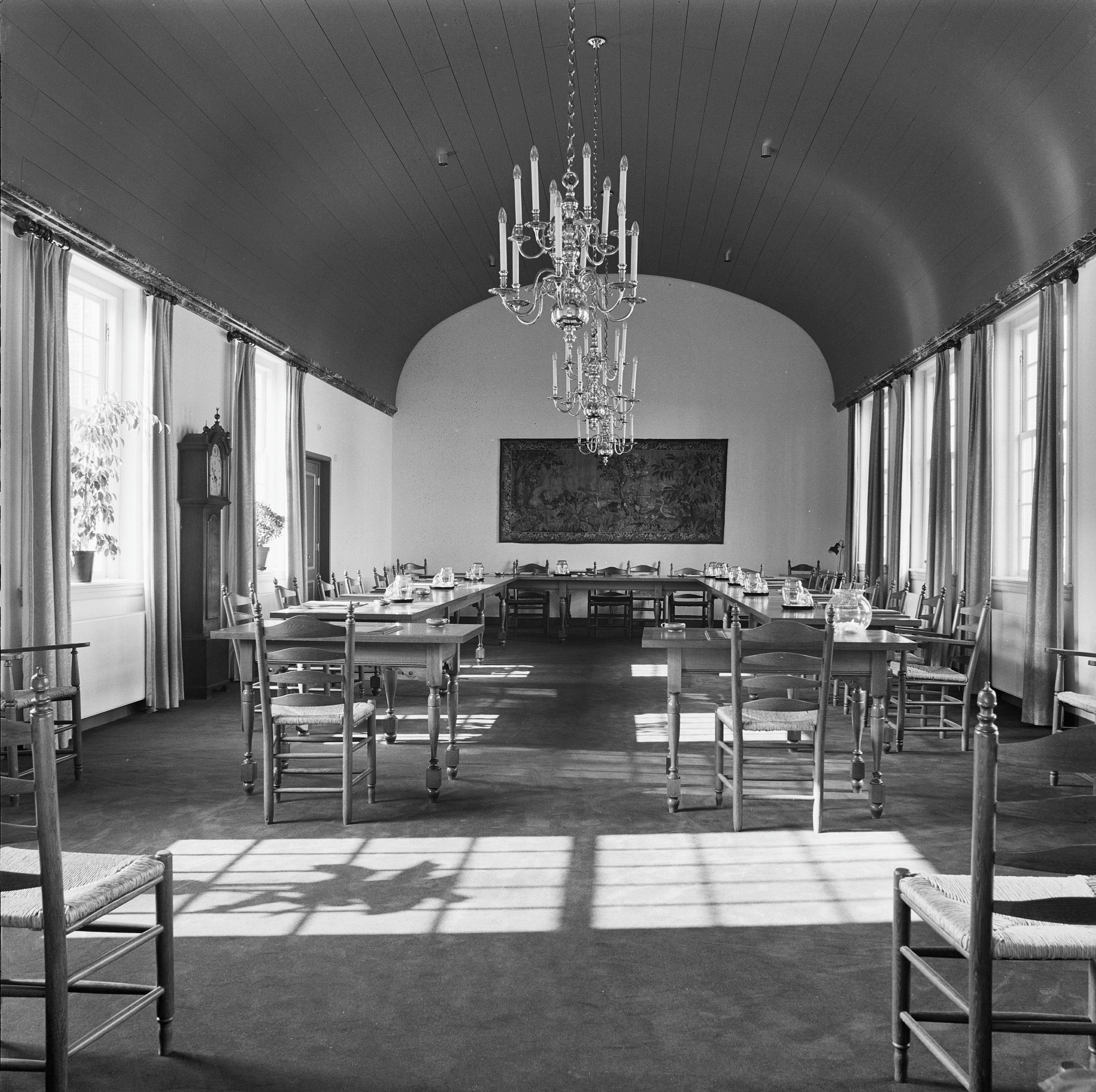
Ratssaal
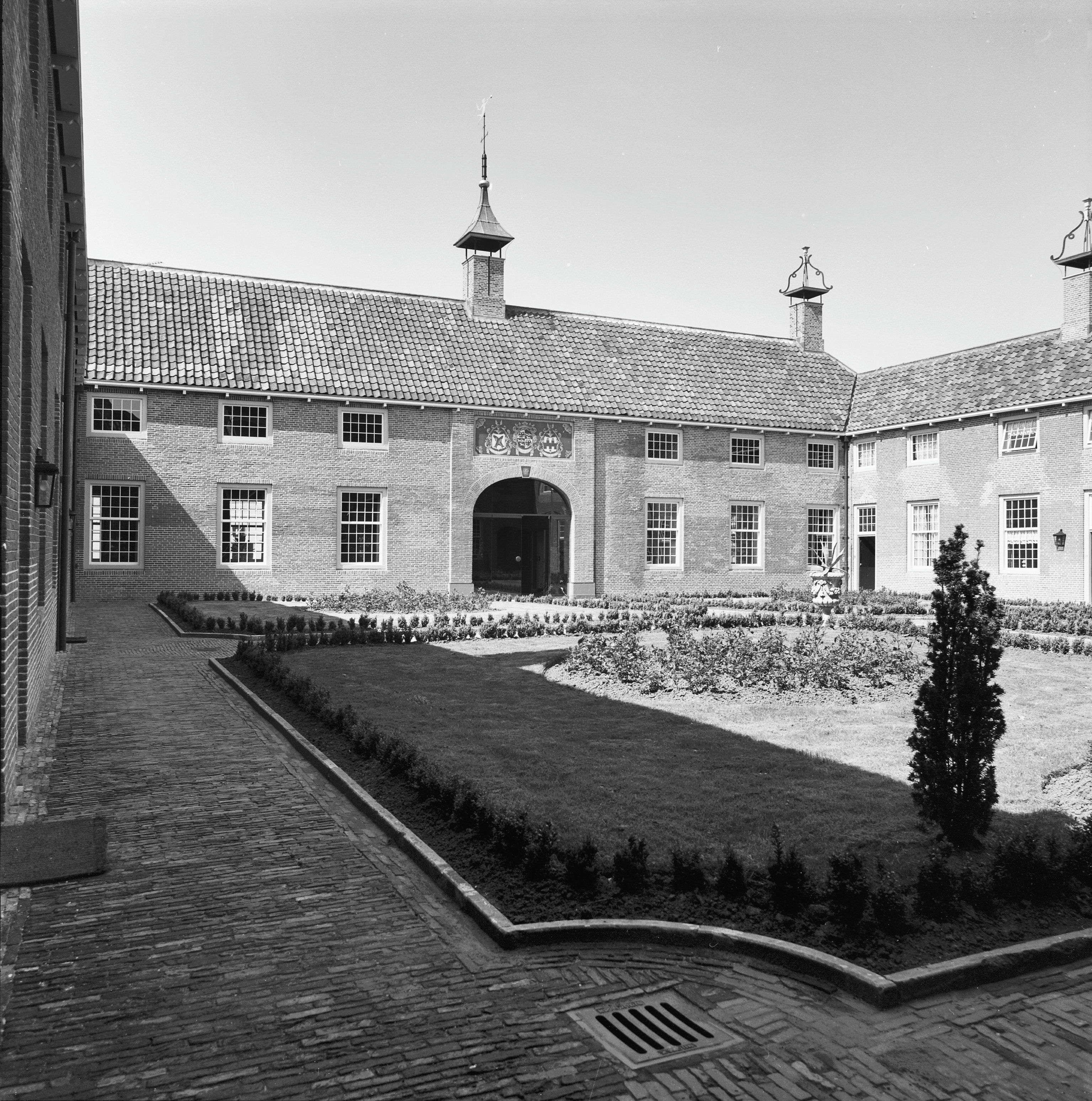
Innenhof
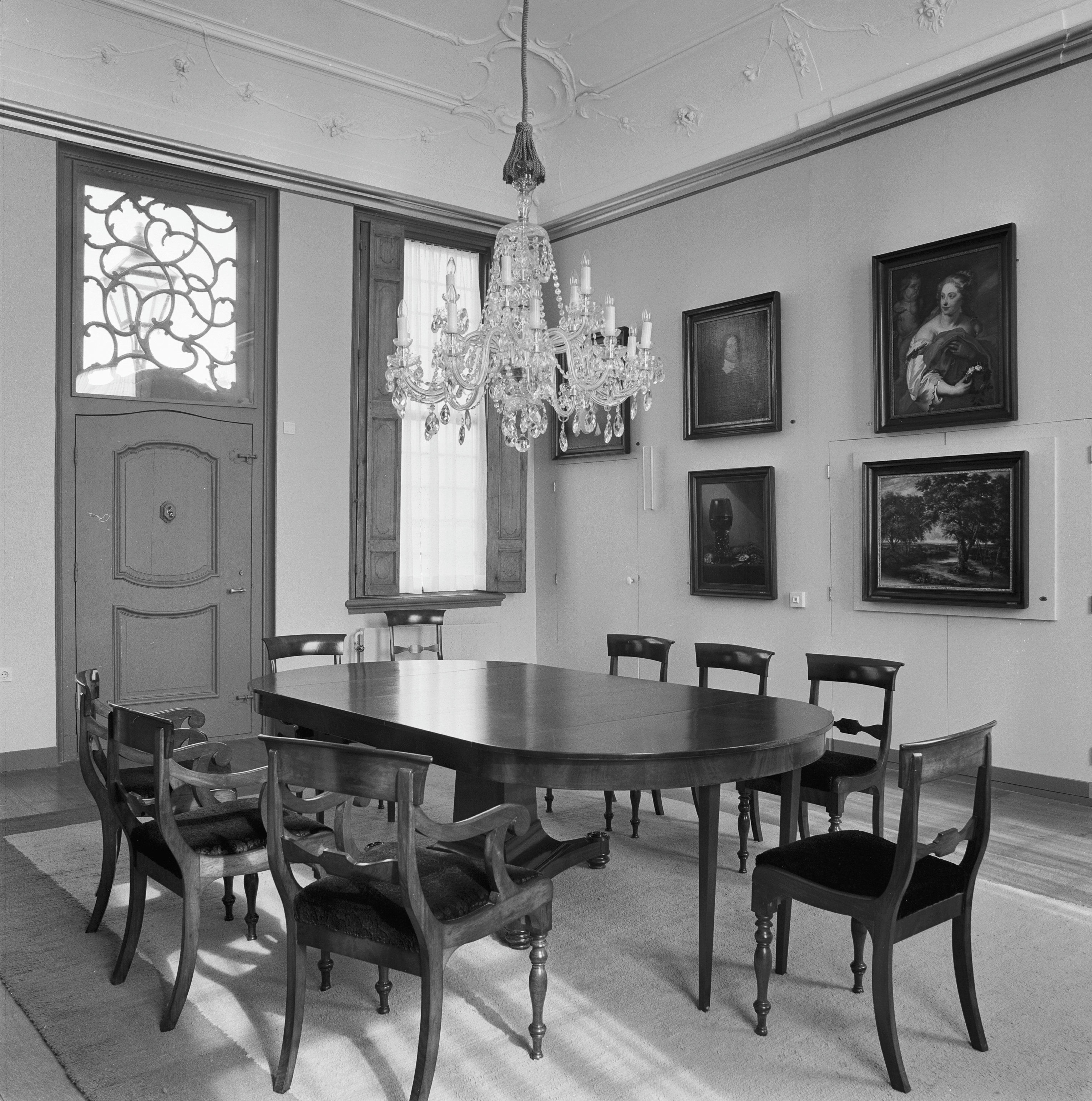
Regentensaal
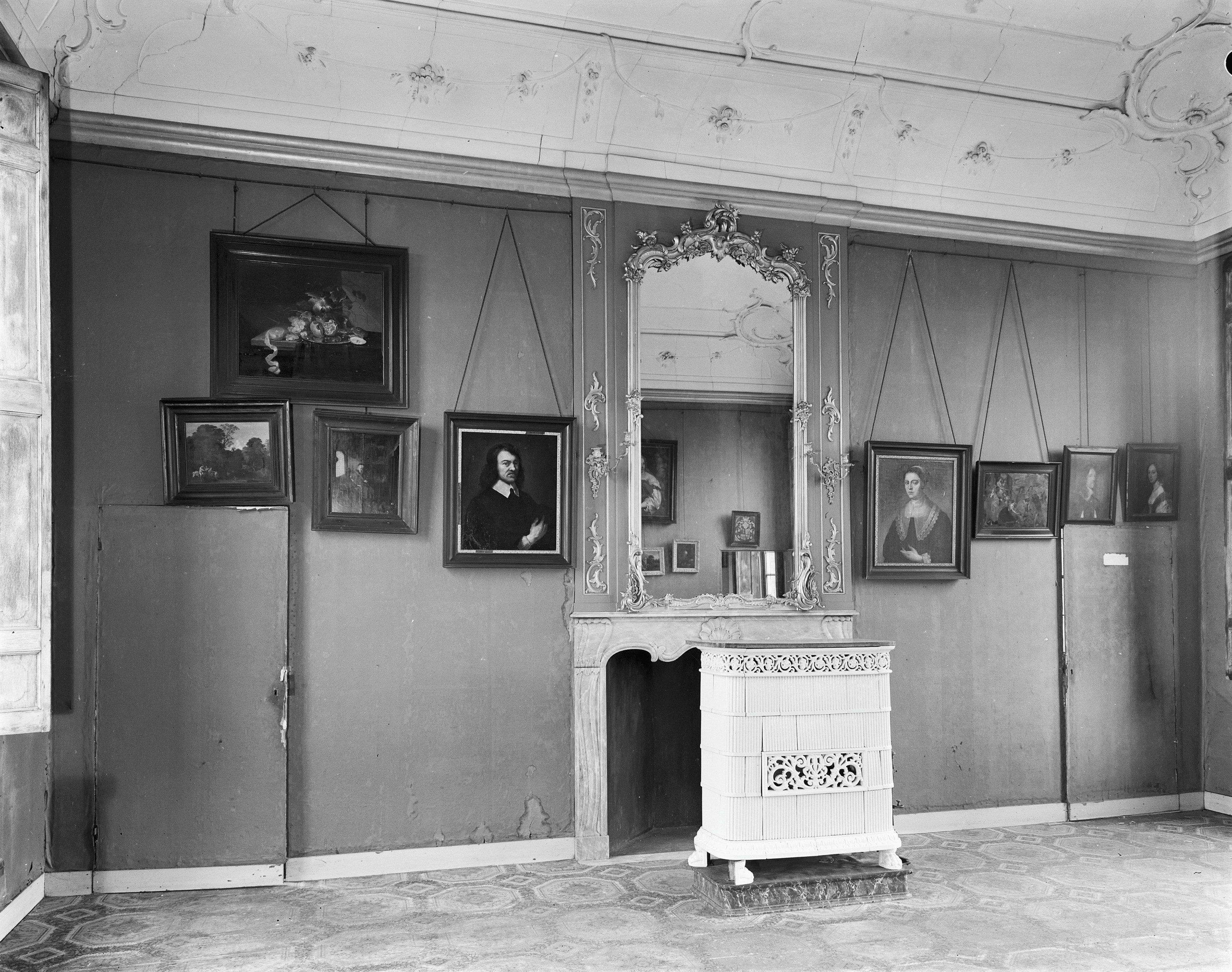
Regentensaal

## Museum
Das Museum zeigt eine Gemäldesammlung niederländischer Meister des 17. Jahrhunderts im Regentensaal. Sie enthält unter anderem Gemälde von Frans Hals, Hendrik Dubbels, Pieter Claesz, Cornelis de Heem, Cornelis van Poelenburgh, Arnold Houbraken, Cornelis Ketel, Jacob van Spreeuwen, Michiel van Mierevelt, Arnold Boonen, David Bailly, Philips de Koninck und Gerard ter Borch.
Die Sammlung geht auf den Ehemann der Stifterin, Pieter van Aerden, zurück, der als Hobby Gemälde sammelte. Maria van Aerden vermachte diese Gemälde dem Hofje van Mevrouw van Aerden, die nach ihrem Willen im Regentensaal aufgehängt wurden. Die Sammlung besteht noch genau so, wie Pieter van Aerden sie zusammengestellt hatte, und spiegelt damit den Geschmack eines Sammlers des späten 17. Jahrhunderts wider. Teil seiner Sammlung ist ein Porträt seiner Frau Maria, das um 1700 von Arnold Boonen gemalt worden war. Eine der wenigen Ergänzungen seiner Frau zur Sammlung war ein Porträt des 1746 gestorbenen ältesten Sohnes Maurits.
Die Innen- und Außengärten des Hofje können ebenfalls besichtigt werden.

### Diebstähle
1988 wurden das Frühwerk Zwei lachende Jungen mit Bierkrug des niederländischen Malers Frans Hals und Waldansicht mit blühendem Holunder des Landschaftsmalers Jacob van Ruisdael aus dem Museum gestohlen. Die Gemälde wurden nach drei Jahren wiedergefunden. Erneut wurden beide Bilder im Mai 2011 aus dem Museum entwendet, konnten aber am 2. November 2011 wiederbeschafft werden. Am 26. August 2020 wurde das Gemälde von Frans Hals zum dritten Mal gestohlen, nachdem die Museumstüren aufgebrochen worden waren. Am 6. April 2021 nahm die niederländische Polizei einen 59-jährigen Einwohner der Gemeinde Baarn als Tatverdächtigen für den Diebstahl des Gemäldes Der Pfarrgarten von Nuenen im Frühjahr von Vincent van Gogh, einer Leihgabe des Groninger Museums an das Singer Laren, fest, dem anhand von DNA-Spuren auch der Diebstahl des Frans-Hals-Gemäldes nachgewiesen wurde. Er wurde im Juli 2022 in einer Berufungsverhandlung zu einer Freiheitsstrafe von acht Jahren, der Höchststrafe für ein derartiges Delikt, verurteilt. Das Gemälde Zwei lachende Jungen mit Bierkrug ist weiterhin verschwunden.
| Bild | Künstler / Titel | Technik / Format / Entstehung                         | Bild | Künstler / Titel | Technik / Format / Entstehung                       |
| ---- | --- | ----------------------------------------------------- | ---- | --- | --------------------------------------------------- |
|      | Arnold Boonen: Maria Ponderus, Stifterin des Hofje van Aerden Maria Ponderus, stichteres van het Hofje van Aerden                              | Öl auf Leinwand, 62,5 × 51 cm, zwischen 1700 und 1724 |      | Mattheus Verheijden: Maurits van Aerden                                                                                 | 18. Jh.                                             |
|      | Frans Hals: Zwei lachende Jungen mit Bierkrug Twee lachende jongens, van wie één met bontmuts en een bierkruik                                 | Öl auf Leinwand, 69,5 × 58 cm, ca. 1627               |      | Theodoor van Thulden: Vrouw met bloemenkrans met putto, die zich bezeert an een doornentak                              | Öl auf Leinwand, 87 × 65 cm, zwischen 1621 und 1669 |
|      | Achilles herkend temidden van de dochters van Lykomedes                                                                                        | Öl auf Kupfer, 37 × 51 cm, nach 1628                  |      | Philips de Koninck: Landschap met bomen en een vergezicht Landschaft mit Bäumen und Aussicht                            | 17. Jh.                                             |
|      | Gerard ter Borch: Portret van Eleazer Lootius Porträt von Eleazer Lootius                                                                      | Öl auf Kupfer, 21,5 × 15,5 cm, 1646                   |      | Gerard ter Borch: Portret van de vrouw of dochter van Eleazer Lootius Porträt der Frau oder Tochter von Eleazer Lootius | Öl auf Kupfer, 21,5 × 15,5 cm, ca. 1646             |
|      | Pieter Claesz: Stilleven met roemer, kreeft en oesters Stillleben mit Römer, Hummer und Austern                                                | Öl auf Holz, 69 × 59 cm, 1642                         |      | Laurens Craen: Stilleven met fruit, oesters en wijnglas Stillleben mit Früchten, Austern und Weinglas                   | Öl auf Holz, 75 × 59 cm, 1646                       |
|      | Hendrik Dubbels: Schepen in de vroege ochtend oder Zeilsloep en andere vaartuigen bij zonsondergang op het IJ voor het Galgenveld te Amsterdam | Öl auf Leinwand, 51 × 70 zwischen 1658 und 1660       |      | Hendrik Dubbels: Riviergezicht met smalschip en jacht bij avondschemering                                               | Öl auf Leinwand, 52 × 65 cm, zwischen 1655 und 1665 |